# Max Waldman
Max Waldman (* 1919 in New York; † 1. März 1981 ebenda) war ein US-amerikanischer Fotograf rumänischer Abstammung.
Waldman begann mit der Fotografie beim Civil Conservation Corps. Mit einem eigenen Studio war er kommerziell erfolgreich tätig. Er arbeitete zunächst als Werbefotograf und spezialisierte sich später auf Theater und Tanz.

## Veröffentlichungen
- Max Waldman: Waldman on Theater. Anchor Books, New York 1972.
- Max Waldman: Waldman on Dance. Morrow, New York 1977

## Ausstellungen (Auswahl)
- 1978: Mirrors and Windows: American Photography since 1960 Museum of Modern Art[2]
- 1967: Photography: Recent Acquisitions Museum of Modern Art